# Lamellareidae
Lamellareidae zijn  een familie van mijten. Bij de familie zijn drie geslachten met acht soorten ingedeeld.